# 박순익
박순익(朴順益, 1881년 7월 23일 ~ 1934년 10월 30일)은 대한제국의 독립운동가이다.
본관은 밀양(密陽), 아명(兒名)은 박경흡(朴景洽)이며 1886년에 박순익(朴順益)으로 개명(改名)하였고 호(號)는 산남(山南)이다.

## 생애

### 일생
대한제국 시대에는 잠시 대한제국 하위급 관료 직을 지내기도 한 그는 1908년 대한제국 관료 퇴임 후 1910년 경상남도 함안 향리에서 경술국치 사건을 목도하였으며 그 후 1919년 3월 24일과 1919년 4월 3일 등 두 차례에 걸쳐 경상남도 함안군 칠원읍에서 동네 향리 장날을 기해 대한 독립 만세 시위를 벌이기로 결정하고 또한 사전 모의하여 여러 동지들과 함께 태극기(太極旗)를 제작 및 배포한 후 경상남도 함안 칠원주재소를 습격하고 대한 조선 독립 만세를 고창하며 시위 운동을 전개하다 결국 일경에게 피체되었고 평안남도 평양지방법원에서 징역 8월형을 선고받아 복역하였으며 같은 해 1919년 겨울에 평안남도 평양형무소 출감을 하였다.

### 정당 당원 이력
- 前 한국독립당 행정위원 겸 당무위원(1920년~1921년)

### 사후
대한민국 정부에서는 선생의 공훈을 기리고자 1992년 3월 1일을 기하여 대한민국 대통령 표창장을 추서하였다.

## 가족 관계
생전에 상배(喪配)를 하여 한 차례 재혼을 한 그는 슬하 6남 8녀를 두었다.
- 오남(다섯째아들): 박승하(朴勝夏, 1923년 7월 12일 ~ 1972년 8월 19일(49세)) - 초실 전주 최씨 부인 소생 - 1948년 육사 6기 출신 - 1951년 육군 중령 예편.[1]
- 육남(여섯째아들): 박병하(朴秉夏, 1932년 5월 23일 ~ 2013년 1월 30일(80세)) - 계취 해주 석씨 부인 소생 - 1956년 육사 12기(하나회) 임관 출신 - 1971년 육군 대령 예편.[2]